# Zozym (metropolita Moskwy)
Zozym Brodaty, ros. Зосима Брадатый (ur. ?, zm. 1494) – metropolita Moskwy i Wszechrusi od 1490. 